# مجرم (أغنية)
«مجرم» أو «كريمنال» (بالإنجليزية: Criminal) هي أغنية للمغنية الأمريكية بريتني سبيرز، من ألبومها السابع فيم فيتال. أصدرت تسجيلات جايف الأغنية كمنفردة بتاريخ 30 سبتمبر، 2011 كالأغنية المنفردة الرابعة والأخيرة من الألبوم.
«كريمنال» هي أغنية بوب هادئة مع دخول آلات مثل الغيتار، وتعتبر هي الأغنية الوحيدة في الألبوم من هذا النوع. الأغنية مستلهمة من أغاني لفرقة آبا ولمادونا. كلماتها تتحدث عن الوقوع في الحب مع رجل سيئ وخارج عن القانون، وإخبار الأم عن عدم القلق من هذا النوع من العلاقات. إستقبلت الأغنية نقداً جيداً من النقاد وإعتبروها كأغنية شخصية وأساسية مقارنةً بباقي أغاني الألبوم. بعد صدور الألبوم، دخلت الأغنية قائمة أفضل 100 أغاني في كوريا الشمالية. «كريمنال» دخلت أيضاً قوائم موسيقية مهمة مثل كندا، فرنسا، السويد، سويسرا والولايات المتحدة.
في الفيديو المرافق للأغنية، تظهر سبيرز كمرأة من المجتمع العلوي وتقع في حب رجل مجرم، والذي يلعب بطولته حبيبها الحقيقي في ذلك الوقت «جاسون تراويك». إستقبل الفيديو نقداً جيداً من النقاد، ووصفوه بأنه أجمل فيديو مصور من الألبوم.